# Världsmästerskapet i Grand Prix-racing

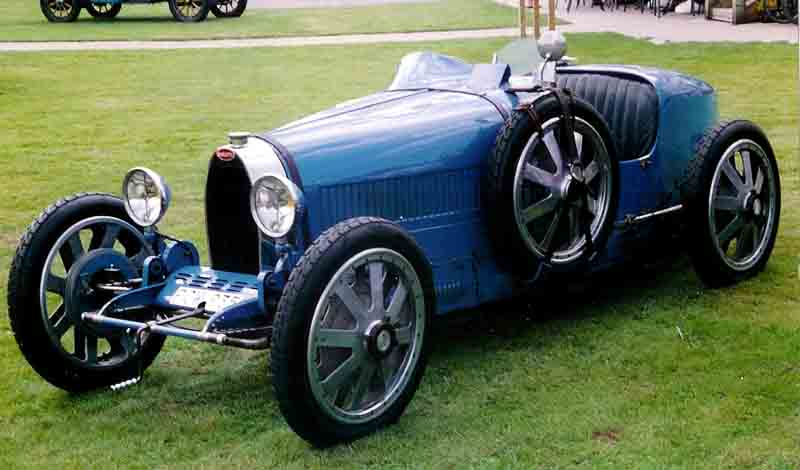
Bugatti Type 35 var framgångsrik under slutet av 1920-talet.

Världsmästerskapet i Grand Prix-racing var ett mästerskap inom Grand Prix-racing. Mästerskapet organiserades av Association Internationale des Automobile Clubs Reconnus och kördes bara tre säsonger mellan 1925 och 1927.

## Poängsystem
Till skillnad från dagens poängsystem, gav mästerskapssystemet färre poäng ju bättre man placerade sig. Mästare blev den tillverkare som i slutet av säsongen hade minst antal poäng. En tillverkare fick bara poäng för den bäst placerade bilen. Poängen fördelades enligt nedanstående tabell:
| Placering                       | Poäng |
| ------------------------------- | ----- |
| Etta                            | 1     |
| Tvåa                            | 2     |
| Trea                            | 3     |
| Alla andra som fullföljt loppet | 4     |
| Alla som brutit loppet          | 5     |
| Inte startat i loppet           | 6     |

Säsongen 1925 måste varje tillverkare ställa upp i Italiens Grand Prix, samt sitt eget hemma-Grand Prix för att kunna delta i mästerskapet. Ett resultat fick räknas bort i sammandraget. Säsongerna 1926 och 1927 fick inga resultat räknas bort, men det räckte att ställa upp i två valfria Grand Prix-lopp för att delta i mästerskapet.

## Mästerskapsresultat
| Säsong | Mästare    | Vinster | Poäng | Mästerskaps-Grand Prix | Mästerskaps-Grand Prix | Mästerskaps-Grand Prix | Mästerskaps-Grand Prix | Mästerskaps-Grand Prix |
| ------ | ---------- | ------- | ----- | ---------------------- | ---------------------- | ---------------------- | ---------------------- | ---------------------- |
| 1925   | Alfa Romeo | 2       | 7     | Indy 500               | Belgien                | Frankrike              | Italien                |                        |
| 1926   | Bugatti    | 3       | 11    | Indy 500               | Frankrike              | San Sebastián          | Storbritannien         | Italien                |
| 1927   | Delage     | 4       | 10    | Indy 500               | Frankrike              | Spanien                | Italien                | Storbritannien         |